# Märkische Blätter
Märkische Blätter war der Name einer Zeitung, die seit 1849 in Hattingen erschien.
Der Buchbindermeister Carl Hundt eröffnete im Jahr 1837 am Obermarkt der Stadt eine Buchbinderei. Unter dem Namen Märkische Blätter gab er für die Stadt Hattingen und die benachbarten Gemeinden im Umland eine Zeitung heraus, die zwei- bis dreimal pro Woche erschien.
Nach seinem Tod führte seine Frau Friederike Hundt Verlag und Druckerei weiter, die fortan unter dem Namen „C. Hundt sel. Wwe.“ firmierte. Mit der Ernennung Hattingens zur Kreisstadt im Jahr 1885 wurde der Name in Hattinger Zeitung geändert, zusätzlich erhielt sie den Titel Amtliches Kreisblatt. Zum 1. Januar 1936 wurde auf Befehl der Gauleitung der Name erneut gewechselt – sie hieß nun Heimat am Mittag. Im Jahr 1966 wurde sie umbenannt in Ruhr-Anzeiger und ging 1972 in den Besitz der WAZ-Mediengruppe über. Seitdem erscheint sie mit dem Untertitel „WAZ“.